# Jakopovec
Jakopovec – wieś w Chorwacji, w żupanii varażdińskiej, w gminie Jalžabet. W 2011 roku liczyła 485 mieszkańców.